# Рахин, Вячеслав Викторович
Вячеслав Викторович Рахин (род. 24 января 1964, Казань) — советский и российский хоккеист, защитник. Заслуженный мастер спорта России.

## Биография
До 14 лет занимался футболом, в 1978 году перешёл в хоккейную команду СК им. Урицкого (тренеры Рашид Сайфутдинов, Владимир Гусев). Выступал за СК им. Урицкого / «Итиль» (1983/84 — 1986/87, 188/89 — 1991/92), СКА Свердловск (1987/88 — 1988/89), «Тан» Казань (1992/93), «Нефтехимик» Нижнекамск (1993/94 — 1995/96), «Прогресс» Глазов (1996/97), «Ак Барс-2» (2004/05, 1 матч).
Родители были глухонемые, отец рано ушёл из семьи. У Рахина также определили потерю слуха пятьдесят процентов. Двукратный призёр Сурдлимпийских игр — 2003 (серебро), 2007 (бронза). Многократный чемпион мира среди ветеранов.